# Budapest mit Donau-Ufern, Burgviertel Buda und Andrássy-Straße
Budapest mit Donau-Ufern, Burgviertel Buda und Andrássy-Straße ist eine der UNESCO-Welterbestätten in Ungarn. Sie umfasst seit 1987 das Burgviertel im Stadtteil Buda sowie den Uferbereich der Donau. 2002 wurde die Stätte um die Andrássy-Straße und die darunter gelegene Millenniums-Untergrundbahn erweitert.

## Gebiet
Das etwa 473 Hektar umfassende Kerngebiet wird im Norden von der Margaretenbrücke und im Süden von der Freiheitsbrücke begrenzt. Es umfasst im Stadtteil Buda das Burgviertel und den Gellertberg, im Stadtteil Pest die Andrássy-Straße einschließlich des Heldenplatzes sowie angrenzende Gebäude. Hinzu kommt das Donauufer. Die Pufferzone umfasst auf der Pester Seite die Stadtbezirke V. (Belváros-Lipótváros), VI. Terézváros (im Nordwesten begrenzt von der Podmaniczky utca) und VII. (Erzsébetváros) (im Nordosten begrenzt durch Csányi und Klauzál utca), sowie das Stadtwäldchen und den Uferbereich der Donau zwischen Freiheitsbrücke und Petőfibrücke im Süden der Stadt.

## Begründung
Die Welterbestätte ist unter den der Kriterien (ii) und (iv) in der Welterbeliste eingetragen.

„(ii): Aquincum spielte eine wesentliche Rolle bei der Verbreitung römischer Architekturformen in Pannonien und später in Dakien. Die Burg von Buda spielte ab dem 14. Jahrhundert eine wichtige Rolle bei der Verbreitung der gotischen Kunst in der magyarischen Region. In der Regierungszeit von Matthias Corvinus war Buda ein künstlerisches Zentrum, das aufgrund seines Einflusses mit dem von Krakau vergleichbar war. Infolge der Vereinigung von Pest, Buda und Óbuda in den Jahren 1872–73 wurde Budapest in der zweiten Hälfte des 19. und zu Beginn des 20. Jahrhunderts aufgrund des Umfangs und der Qualität des in diesen Zeiträumen errichteten Kulturerbes erneut zu einem bedeutenden Zentrum. Es war ein Zentrum, das herausragende und fortschrittliche europäische städtebauliche und architektonische Einflüsse sowie moderne technologische Entwicklungen, wie die unter der Andrássy-Allee gebaute Millenniums-U-Bahn, welche die erste in Kontinentaleuropa war, aufnahm, integrierte und verbreitete, was alles im Einklang mit ihrer Rolle als Metropole geschah.“

„(iv): Die Budaer Burg ist ein architektonisches Ensemble, das zusammen mit dem nahegelegenen alten Stadtviertel (dem Budaer Burgviertel) zwei bedeutende Epochen der Geschichte veranschaulicht, die durch die Zeit der türkischen Invasion getrennt waren. Das Parlament ist auch ein herausragendes Beispiel für ein großes Dienstgebäude, das sich mit den Gebäuden in London, München, Wien und Athen messen kann, und beispielhaft die politische Funktion der zweiten Hauptstadt Österreich-Ungarns darstellt. Die Andrássy-Allee (erbaut 1872–1885) und die Millennium-Untergrund-Bahn (erbaut 1893–1896) sind repräsentative Beispiele für die Umsetzung planerischer Lösungen in Verbindung mit den neuesten technischen Möglichkeiten der damaligen Zeit, um den Anforderungen einer aufstrebenden modernen Gesellschaft gerecht zu werden. Architektonisch ist die Allee mit ihren eklektischen Neorenaissance-Gebäuden von großer Integrität“

## Baudenkmale (Auswahl)

### Donauufer
- Budavári Sikló, zweitälteste Standseilbahn der Welt, eröffnet 1870
- Burggarten-Basar, Markt am Donauufer erbaut 1875–1883 im Stil der Neorenaissance
- Innerstädtische Pfarrkirche, älteste Kirche Ungarns, wiedererbaut im barocken Stil zwischen 1725 und 1739
- Kettenbrücke, erste Straßenbrücke zwischen Buda und Pest, erbaut 1849
- Parlamentsgebäude, erbaut im neogotischen Stil von 1885 bis 1904
- Pesti Vigadó (Redoute), Ball- und Konzerthaus im Stile der Romantik, erbaut 1860 bis 1864
- Zitadelle, Festungsbau auf dem Gellertberg

### Burgviertel Buda
- Burgpalast, erbaut ab dem 13. Jahrhundert
- Matthiaskirche, bedeutende römisch-katholische Kirche
- Fischerbastei, neoromanisches Monument, erbaut von 1895 bis 1902

### Andrássy-Straße
- Heldenplatz, bedeutender Platz am Ende der Andrássy-Straße
- Millenniums-Untergrundbahn, erste U-Bahn Kontinentaleuropas, eröffnet 1896
- Ungarische Staatsoper, errichtet in den Jahren 1875 bis 1884 im Stil der Neorenaissance

### Pufferzone
- Große Synagoge, Europas größte Synagoge, errichtet 1854–1859 im maurischen Stil
- Große Markthalle, ehemals wichtigster Marktplatz in Budapest, errichtet von 1894 bis 1897
- St.-Stephans-Basilika, größte Kirche von Budapest, eingeweiht 1905
- Széchenyi-Heilbad, größtes Heilbad in Europa, erbaut 1913

Objekte im Kernbereich (Auswahl)
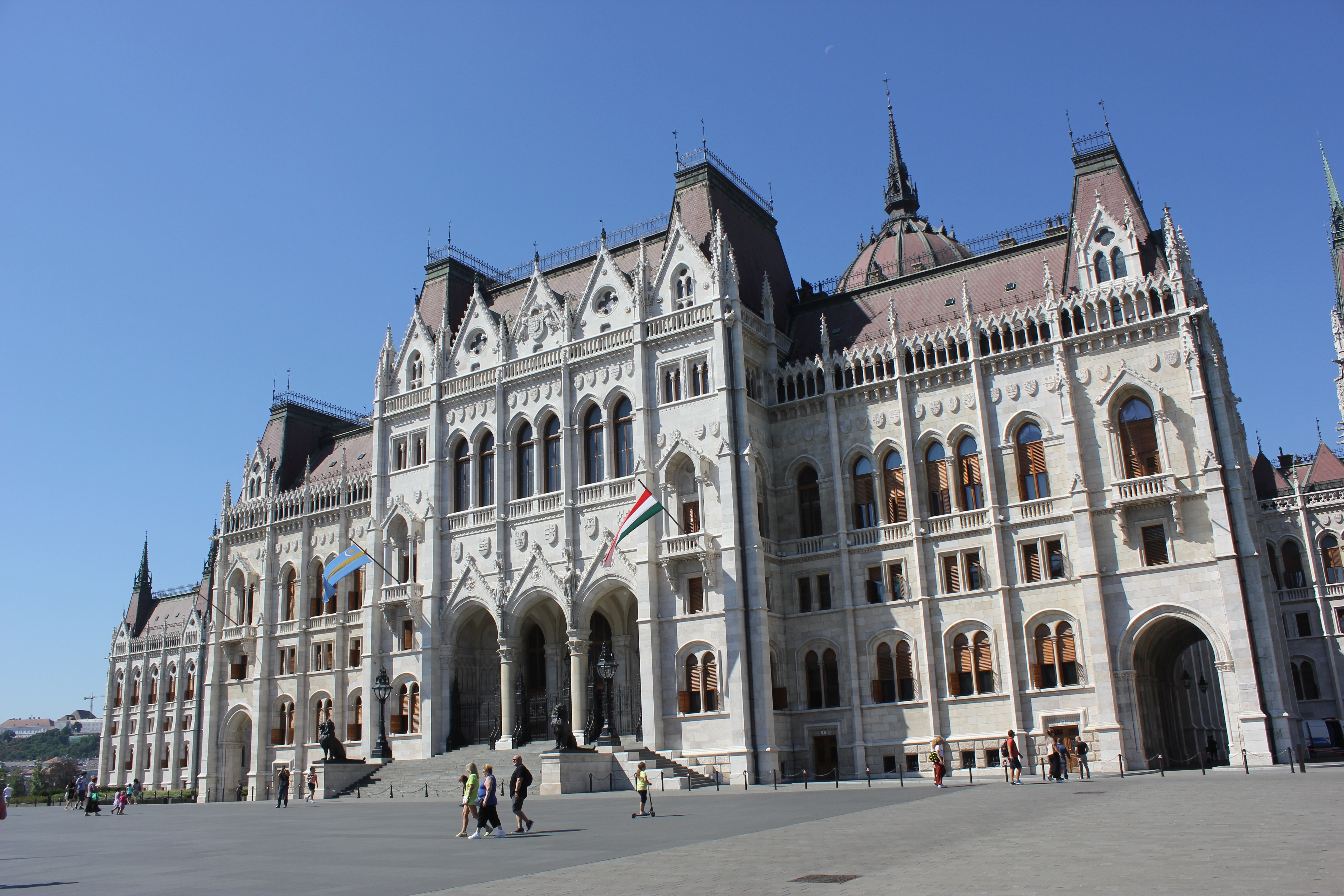
Parlamentsgebäude
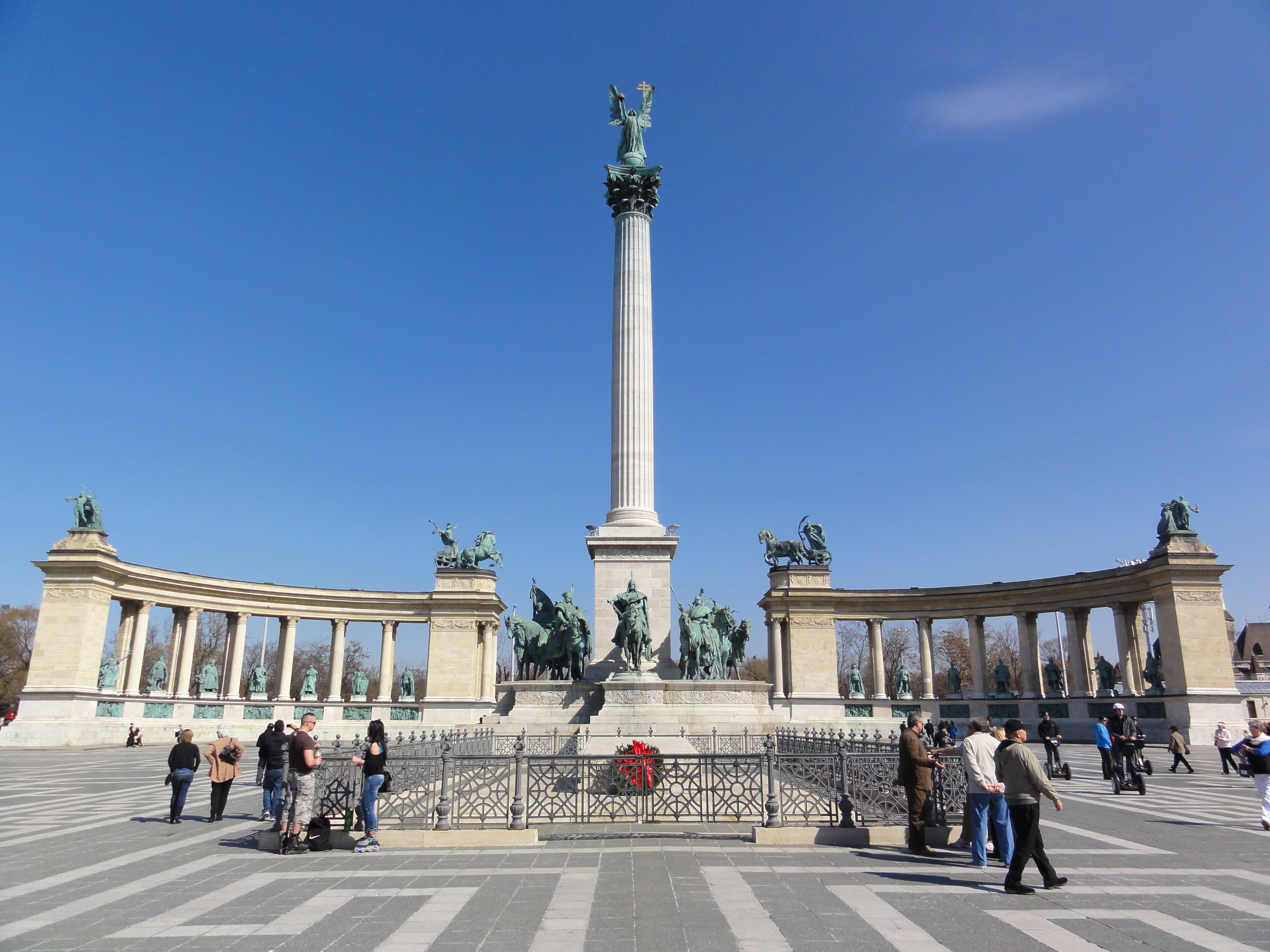
Heldenplatz
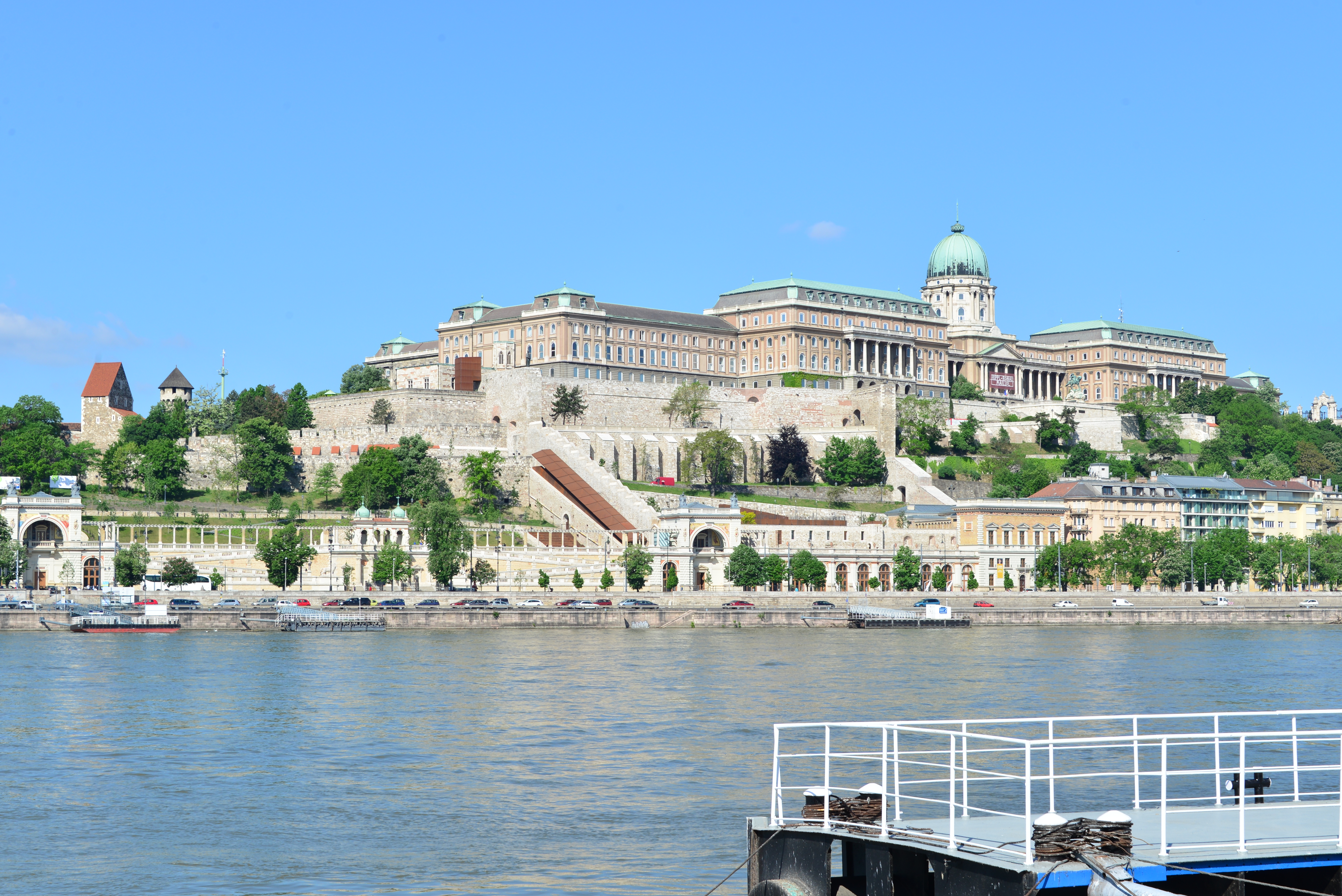
Burgpalast
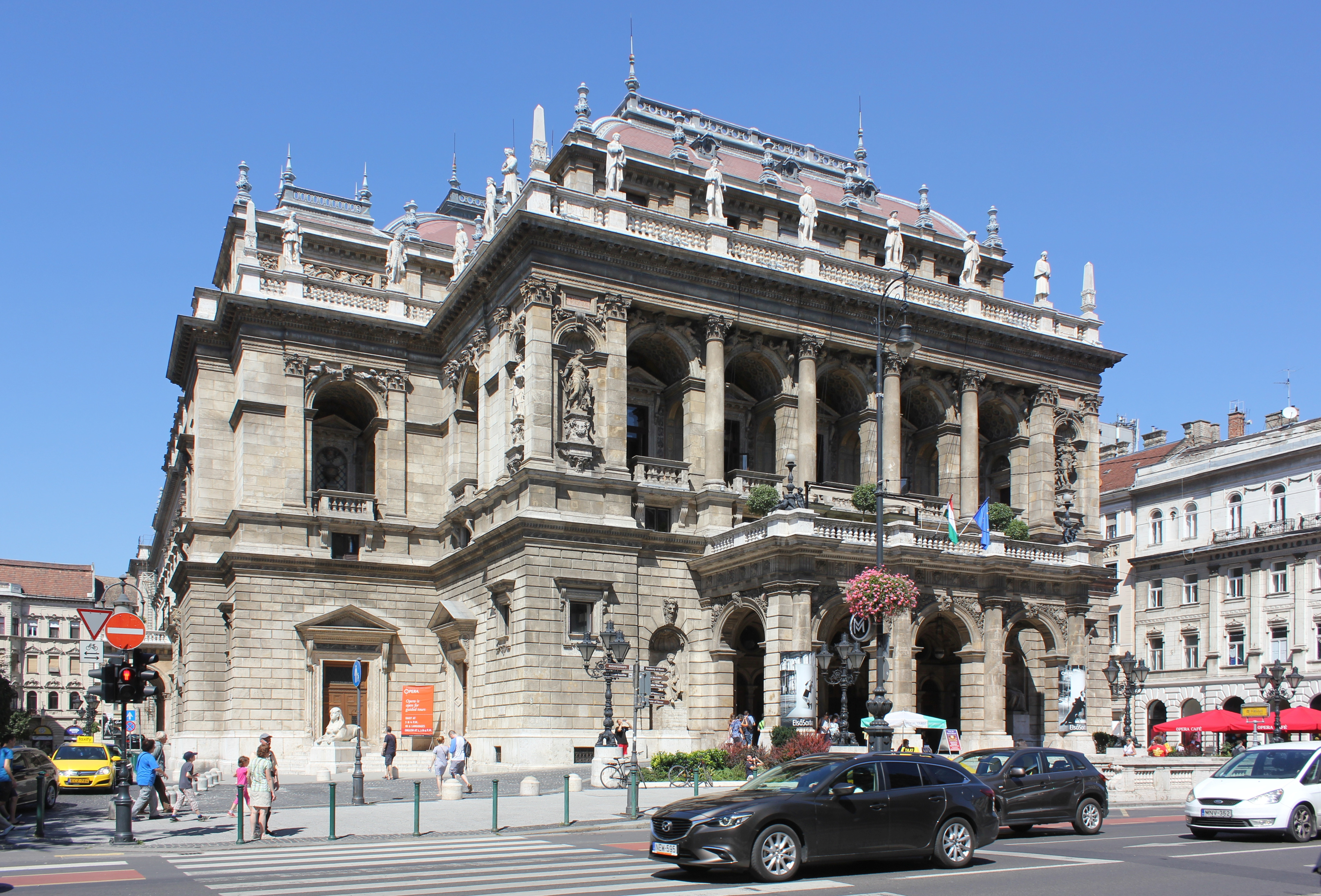
Staatsoper
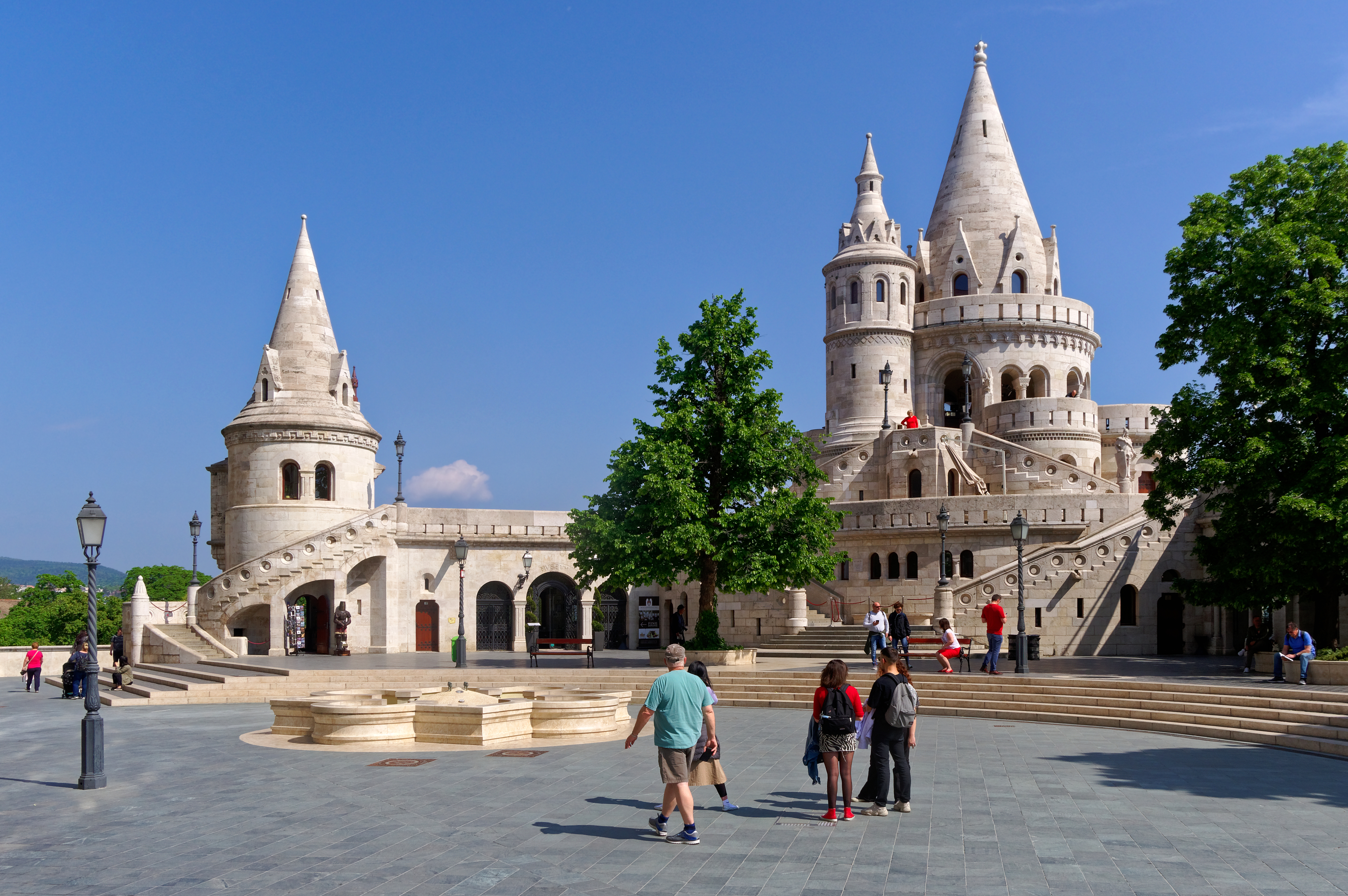
Fischerbastei
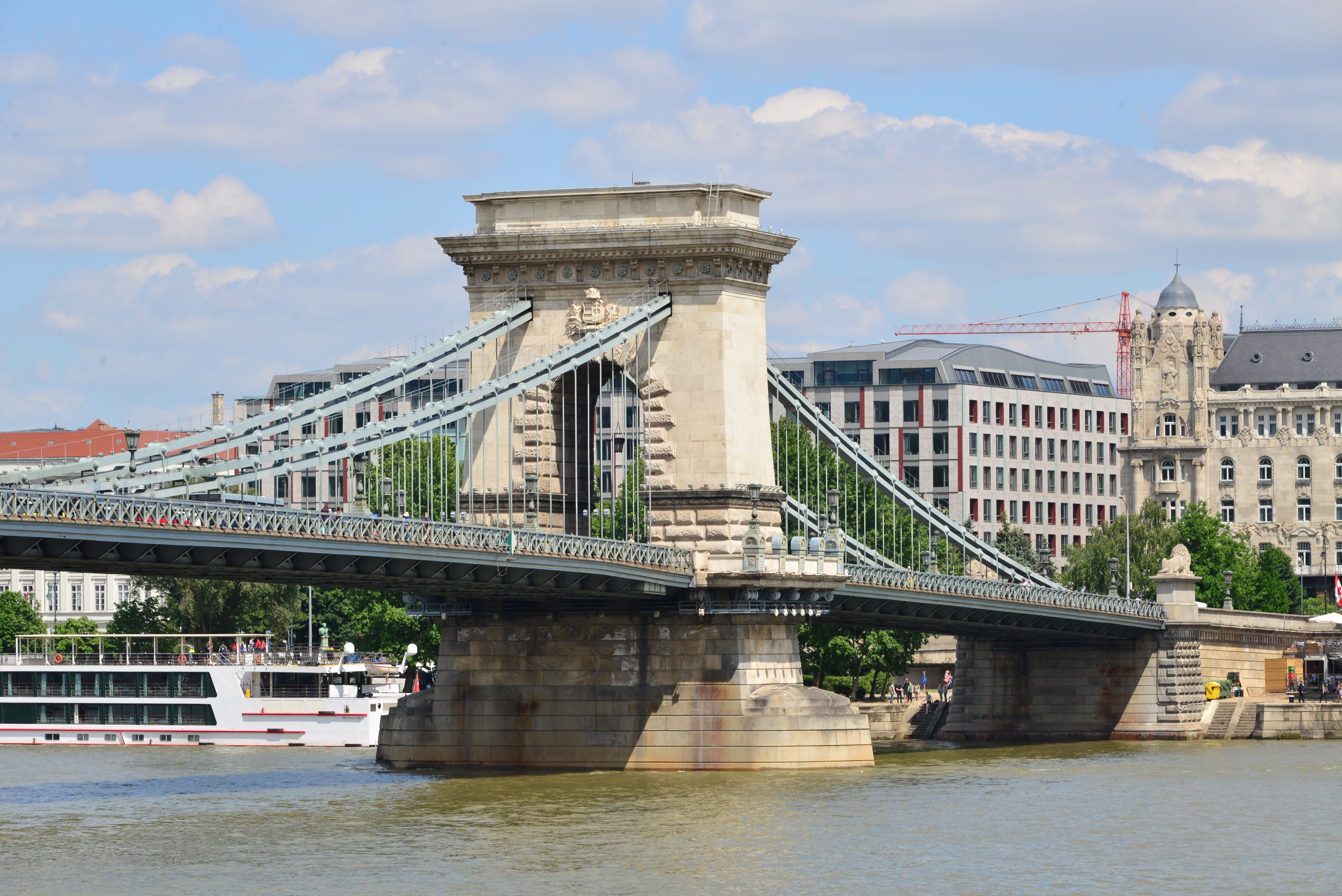
Kettenbrücke